# Milja Dorenbos
Milja Dorenbos (* 21. September 1983 in Zevenaar) ist eine ehemalige niederländische Squashspielerin.

## Karriere
Milja Dorenbos war von 2000 bis 2011 auf der WSA World Tour aktiv. Ihre beste Platzierung in der Weltrangliste erreichte sie mit Rang 53 im Dezember 2002. Mit der niederländischen Nationalmannschaft nahm sie 2012 und 2016 an der Weltmeisterschaft teil. Auch bei Europameisterschaften gehörte sie zwischen 2001 und 2016 sechsmal zum Kader und belegte mit der Nationalmannschaft 2006 und 2011 jeweils den Titel. Zwischen 2004 und 2011 nahm sie fünfmal auch im Einzel an der Europameisterschaft teil. 2005, 2006 und 2008 erreichte sie jeweils das Achtelfinale. Bei den niederländischen Meisterschaften gelang ihr mehrere Male der Einzug ins Halbfinale.

## Erfolge
- Vizeeuropameisterin mit der Mannschaft: 2006, 2011